# 鋼の騎士Q/Never Say Die
『鋼の騎士Q/Never Say Die』（はがねのきしキュー/ネヴァー・セイ・ダイ）は、2023年5月17日にVirgin Musicから発売された、THE ALFEEの72枚目となるシングル。

## 概要
前作『星空のCeremony/Circle of Seasons』から約半年ぶりのシングル。
「鋼の騎士Q」は、東海テレビとFCCの共同制作土ドラ『グランマの憂鬱』の主題歌に使用された。東海テレビ制作のドラマ主題歌を担当するのは2009年放送の「嵐がくれたもの」主題歌の「夜明けを求めて」以来約14年ぶりとなる。
通常盤に加え、ジャケットとボーナス・トラックの異なる初回限定盤3種類の合計4種類で発売。
各盤収録・3曲目のボーナス・トラックは2022年夏・冬に行われたライブ音源である。
「鋼の騎士Q」の「Q」は、高見沢いわくQuest（冒険の旅）、探求、Queenであり、まさに主人公であるグランマそのものを指しているとの事。

## 収録曲
- 全作詞・作曲：高見沢俊彦

### 通常盤（TYCT-30135）
1. 鋼の騎士Q
2. Never Say Die
3. Loving You（夏の天地創造 2022 Live Ver.）

### 初回限定盤A（TYCT-39193）
1. 鋼の騎士Q
2. Never Say Die
3. My Truth（夏の天地創造 2022 Live Ver.）

### 初回限定盤B（TYCT-39194）
1. 鋼の騎士Q
2. Never Say Die
3. Far Away（冬の天地創造 2022 Live Ver.）

### 初回限定盤C（TYCT-39195）
1. 鋼の騎士Q
2. Never Say Die
3. Over The Rainbow〜ジェネレーション・ダイナマイト（冬の天地創造 2022 Live Ver.）

## その他
主題歌を担当したドラマ『グランマの憂鬱』に登場するイシ（演：鷲尾真知子）は、THE ALFEEのファンでありファン歴40年というドラマオリジナルの設定がある。